# Estación de Belfast Great Victoria Street
Great Victoria Street es una estación de ferrocarril que sirve al centro de la ciudad de Belfast, Irlanda del Norte. Es una de las dos estaciones principales de la ciudad, junto con Lanyon Place y es una de las cuatro estaciones ubicadas en el centro de la ciudad, las otras son la propia Lanyon Place, Botanic y City Hospital.
Está situado cerca de Great Victoria Street, una de las principales zonas comerciales de Belfast, y Sandy Row. También está en una posición más central que Lanyon Place (irónicamente llamado Belfast Central hasta septiembre de 2018), con el Hotel Europa, Grand Opera House y The Crown Liquor Saloon cerca.
La estación Great Victoria Street comparte sitio con Europa Buscentre, la principal estación de autobuses que sirve al centro de la ciudad de Belfast.

## Historia
La estación está en el sitio de un antiguo molino de lino, al lado de donde Durham Street cruzó el río Blackstaff en el puente de agua salada (ahora Boyne).
El Ulster Railway abrió la primera estación el 12 de agosto de 1839. Un nuevo edificio terminal, probablemente diseñado por el ingeniero de Ulster Railway John Godwin, se completó en 1848. Godwin más tarde fundó la Escuela de Ingeniería Civil en el Queen's College.
La estación, construida directamente en la calle Victoria, fue la primera estación ferroviaria de Belfast, y como tal se llamaba simplemente "Belfast" hasta 1852. En este momento, otras dos compañías ferroviarias habían abierto la estación en Belfast, por lo que el Ulster Railway renombró su término "Belfast Victoria Street" para mayor claridad. En 1855, se completó el Ferrocarril Junction de Dublín y Belfast, convirtiendo a Victoria Street en la terminal de una de las líneas principales más importantes de Irlanda. El Ulster Railway cambió el nombre de la estación nuevamente a "Great Victoria Street" en 1856, en línea con un cambio del nombre de la calle.
En 1876, el Ulster Railway se convirtió en parte del Great Northern Railway (GNR), convirtiendo a Great Victoria Street en el término de una red que se extendía hacia el sur hasta Dublín y hacia el oeste hasta Derry y Bundoran.
El tráfico expreso de pasajeros desde y hacia la estación Dublin Connolly siempre fue el tráfico más prestigioso de Great Victoria Street. El GNR mejoró sus expresiones a lo largo de las décadas y en 1947 introdujo el servicio Enterprise sin parar entre las dos capitales. A medida que crecieron los suburbios de Belfast, el tráfico de pasajeros también creció en volumen.
En 1958, la Autoridad de Transporte del Ulster se hizo cargo de los servicios de autobuses y ferrocarriles de Irlanda del Norte. Tres años después, la estación de Great Victoria Street se modernizó y se incorporó un centro de autobuses a las instalaciones. Luego, en 1968, una gran parte del edificio de la terminal de 1848 fue demolida para dar paso al desarrollo del Hotel Europa, que se inauguró en 1971. En abril de 1976, Northern Ireland Railways cerraron Great Victoria Street y la terminal de Belfast Queen's Quay de la línea Bangor y los reemplazaron por una nueva estación central de Belfast, ahora renombrada Lanyon Place. El resto de la estación de Great Victoria Street fue demolida.
Después de que se encomendó un estudio de factibilidad en 1986, se acordó que un nuevo desarrollo en el sitio, incorporando la reintroducción del Gran Ferrocarril del Norte, era viable. La Gran Torre del Norte ya se había construido en el sitio de la antigua estación terminal en 1992, por lo que la segunda Gran Victoria Street Station se construyó detrás del bloque de la torre, a metros del sitio de su predecesor. La nueva estación se abrió el 30 de septiembre de 1995.